# Sarah Boyack

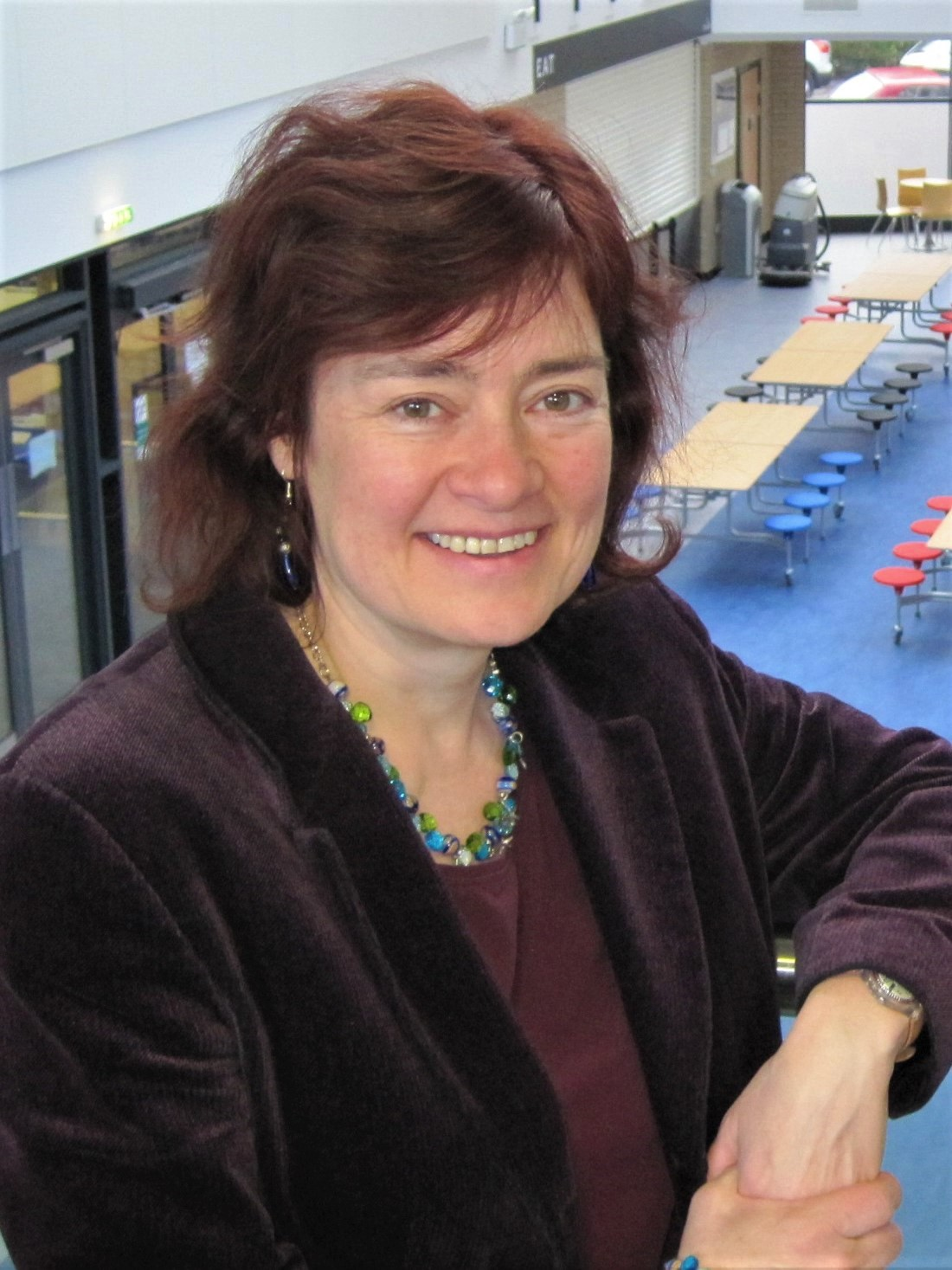
Sarah Boyack

Sarah Boyack (* 16. Mai 1961 in Glasgow) ist eine schottische Politikerin und Mitglied der Labour Party. Bei den Schottischen Parlamentswahlen 1999, 2003 und 2007 gewann sie als Direktkandidatin das Mandat im Wahlkreis Edinburgh Central. Bei den Parlamentswahlen 2011 unterlag sie ihrem Kontrahenten Marco Biagi von der Scottish National Party (SNP), zog jedoch als Listenkandidatin für die Wahlregion Lothian in das Parlament ein.

## Leben
Boyack besuchte als einer der ersten weiblichen Schüler die Royal High School in Edinburgh. Sie schloss ein Studium der Neueren Geschichte und Politik an der Universität Glasgow an, das sie als Master abschloss. Anschließend schrieb sie sich an der Heriot-Watt University in Edinburgh ein und erlangte ein Diplom in Stadt- und Raumplanung. In den folgenden Jahren arbeitete sie im Bereich Raumplanung und ab 1992 als Dozentin an der Heriot-Watt University und am Edinburgh College of Art.
Zwischen 1999 und 2001 nahm Sarah Boyack den Posten als Ministerin für Umwelt, Verkehr und Planung. In dieser Zeit setzte sie den kostenlosen Bustransport für Senioren und Behinderte durch und setzte die Grundlage für die Einrichtung von Nationalparks. 2007 wurde sie als Staatssekretärin für Umwelt und Entwicklung eingesetzt.